# Quatre de l'infanterie
Pour plus de détails, voir Fiche technique et Distribution.
Quatre de l'infanterie (en allemand : Westfront 1918) est un film allemand réalisé par Georg Wilhelm Pabst, sorti en 1930.

## Synopsis
Le film retrace la vie et la mort de quatre fantassins allemands sur le front français lors des derniers mois de la Première Guerre mondiale. Un jeune étudiant s'éprend de la cantinière et en fait sa maîtresse. Il sera tué au moment où son ami Karl, en permission, découvre l'infidélité de sa femme. Revenu au front, Karl et trois de ses compagnons se portent volontaires pour une mission au cours de laquelle il est blessé. Il meurt dans une église transformée en hôpital, tandis qu'à ses côtés un ennemi agonisant lui saisit la main en signe de fraternité.

## Autour du film
- De nombreuses séquences sont émouvantes et réalistes : les hommes enterrés vivants sous les bombardements, l'attaque des tanks français, l'étudiant tué par un soldat hurlant dans un no man's land et, à l'arrière, l'Allemagne rationnée avec les queues devant les boutiques d'alimentation.
- Le film est à peine dialogué et les bruits ont une grande force dramatique, Pabst ayant refusé tout accompagnement musical.
- Le film fut interdit en 1933 par Joseph Goebbels, ministre de l'information et de la propagande du Troisième Reich.

## Fiche technique
- Titre : Quatre de l'infanterie
- Titre original : Westfront 1918
- Réalisation : Georg Wilhelm Pabst
- Scénario : Ladislaus Vajda et Peter Martin Lampel d'après le livre de Ernst Johannsen
- Production : Seymour Nebenzal, pour la Nero-Film
- Musique : Alexander Laszlo
- Photographie : Charles Métain et Fritz Arno Wagner
- Pays d'origine : République de Weimar
- Format : Noir et blanc - Mono
- Genre : Guerre, drame
- Durée : 93 minutes
- Date de sortie : 1930

## Distribution
- Fritz Kampers : le Bavarois
- Gustav Diessl : Karl
- Hans-Joachim Moebis : l'étudiant
- Claus Clausen : le Lieutenant
- Jackie Monnier : Yvette
- Hanna Hoessrich :  la femme de Karl
- Else Heller :  la mère de Karl